# Pichitphong Choeichiu
Pichitphong Choeichiu (taj. พิชิตพงษ์ เฉยฉิว, ur. 28 sierpnia 1982 w Yasothon) – tajski piłkarz grający na pozycji pomocnika.

## Kariera klubowa
Karierę piłkarską Choeichiu rozpoczął w Suphanburi Sports College. Następnie przeszedł do klubu Krung Thai Bank FC z Bangkoku. W 2003 roku zadebiutował w jego barwach w tajskiej Premier League. W 2003 roku wywalczył z nim swoje pierwsze w karierze mistrzostwo Tajlandii, a w 2004 roku obronił z tym klubem tytuł mistrzowski. W 2004 roku zdobył też Kor Royal Cup. W Krung Thai Bank grał do końca 2008 roku.
Na początku 2009 roku Choeichiu przeszedł do Muangthong United. W swoim pierwszym sezonie w tym klubie wywalczył mistrzostwo Tajlandii. Następnie grał w Chiangrai United i BEC Tero Sasana. W 2018 trafił do Chiangmai FC.

## Kariera reprezentacyjna
W reprezentacji Tajlandii Choeichiu zadebiutował w 2004 roku. W tym samym roku wystąpił w 3 meczach Pucharu Azji 2004: z Iranem (0:3), z Japonią (1:4) i z Omanem (0:2). W 2007 roku został powołany do kadry na Puchar Azji 2007. Tam był rezerwowym i nie rozegrał żadnego spotkania.